# Nieczuj
Nieczuj [pronunciación en polaco: /ˈɲet͡ʂui̯/] es un pueblo ubicado en el distrito administrativo de Gmina Burzenin, dentro del Distrito de Sieradz, Voivodato de Łódź, en Polonia central. Se encuentra aproximadamente a 7 kilómetros al suroeste de Burzenin, a 20 kilómetros al sur de Sieradz, y a 64 kilómetros al suroeste de la capital regional Łódź.
El pueblo tiene una población de 107 habitantes.